# Royères
Royères település Franciaországban, Haute-Vienne megyében. Lakosainak száma 942 fő (2022. január 1.). Royères Le Châtenet-en-Dognon, Aureil, La Geneytouse, Saint-Just-le-Martel, Saint-Léonard-de-Noblat és Saint-Priest-Taurion községekkel határos.

## Népesség
A település népessége az elmúlt években az alábbi módon változott:
| Lakosok száma | 820  | 866  | 895  | 915  | 939  | 955  | 951  | 946  | 942  |
|               | 2013 | 2015 | 2016 | 2017 | 2018 | 2019 | 2020 | 2021 | 2022 |